# مونتزوما (کلرادو)
مونتزوما (به انگلیسی: Montezuma) شهری در ایالت کلرادو کشور ایالات متحده آمریکا است که جمعیت آن در سرشماری سال ۲۰۱۰ میلادی، ۶۵ نفر بوده‌است.